# بيلين كيويستا
بيلين كيويستا (بالإسبانية: Belén Cuesta)‏ هي ممثلة إسبانية، ولدت في 24 يناير 1984 في إشبيلية في إسبانيا.

## وصلات خارجية
- بيلين كيويستا على موقع IMDb (الإنجليزية)
- بيلين كيويستا على موقع ميتاكريتيك (الإنجليزية)
- بيلين كيويستا على موقع ألو سيني (الفرنسية)
- بيلين كيويستا على موقع قاعدة بيانات الفيلم (الإنجليزية)